# Rubus pauanus
Espèce
Rubus pauanus est une espèce de plantes à fleurs de la famille des Rosaceae. Son nom est dédié au botaniste espagnol Carlos Pau Español.